# 坪井栄治郎
坪井 栄治郎（つぼい えいじろう、1960年 - ）は、日本の言語学者、英語学者。東京大学大学院総合文化研究科言語情報科学専攻教授。

## 人物・経歴
1983年東京外国語大学外国語学部英米語学科卒業。1985年東京大学大学院人文科学研究科英語英米文学専攻修士課程修了、文学修士。電気通信大学電気通信学部講師、電気通信大学電気通信学部助教授、東京学芸大学教育学部助教授等を経て、東京大学大学院総合文化研究科言語情報科学専攻教授。専門は日本語や英語の文法論。

## 著作
- 『事態把握のタイポロジーについての認知言語学的研究』文部科学省科学研究費補助金(基盤研究(C)(2))研究成果報告書 2002年
- 『朝倉日本語講座 6 (文法 2)』（北原保雄監修, 尾上圭介編）朝倉書店 2004年
- 『認知言語学論考 = Studies in cognitive linguistics No.14』（山梨正明編）ひつじ書房 2018年
- 『認知言語学 = Cognitive Linguistics 2』（池上嘉彦, 山梨正明編）ひつじ書房 2020年
- 『認知文法と構文文法 = Cognitive Grammar and Constructional Approaches』（早瀬尚子と共著）開拓社 2020年

## 翻訳
- F.ウンゲラー, H. -J. シュミット著『認知言語学入門』（池上嘉彦, 西村義樹, 塩谷英一郎, 野村益寛, 本多啓と共著）大修館書店 1998年